# Ingeborg Breines
Ingeborg Breines (14 de agosto de 1945 en Sigerfjord) es una educadora para la paz noruega. Es Alta Consejera de la Cumbre Mundial de Premios Nobel Paz. Se desempeñó como directora del programa Mujeres y Cultura de Paz de la UNESCO y del 2009 a 2016 fue Presidente de la Oficina Internacional por la Paz.

## Educación
Breines Estudió filosofía y literatura francesa en la Universidad de Nantes y la Universidad de Oslo.

## El día internacional del Hombre
Breines fue una de las precursoras del Día Internacional del hombre mientras trabajaba como directora en la UNESCO.

## Publicaciones
- Mujeres a favor de la paz: hacia un programa de acción.[10]
- Creando un disgusto permanente por la guerra.[11]
- 60 mujeres que contribuyen a los 60 años de la UNESCO.[12]